# (7722) Firneis
(7722) Firneis ist ein Asteroid des inneren Hauptgürtels, der am 29. September 1973 von dem niederländischen Astronomenehepaar Cornelis Johannes van Houten und Ingrid van Houten-Groeneveld entdeckt wurde. Die Entdeckung geschah im Rahmen der Zweiten Trojaner-Durchmusterung, bei der von Tom Gehrels mit dem 120-cm-Oschin-Schmidt-Teleskop des Palomar-Observatoriums (IAU-Code 675) aufgenommene Feldplatten an der Universität Leiden durchmustert wurden.
Der Asteroid wurde am 11. Februar 1998 nach der österreichischen Astronomin und Universitätsprofessorin Maria G. Firneis (* 1947) benannt, die das Universitätssternwarte-Museum in Wien gründete und seit 1979 Vorlesungen zu astronomiegeschichtlichen Themen an verschiedenen Universitäten Österreichs hält.